# Fluminense FC
Fluminense Football Club is een sportclub in Rio de Janeiro, Brazilië. De club is gesticht op 21 juli 1902, oorspronkelijk alleen als voetbalclub. Fluminense betekent "van de rivier" en wordt ook gebruikt voor de ontstaansgeschiedenis van geheel Rio de Janeiro. De club speelt haar thuiswedstrijden in het Maracanã Stadion, tot 2003 was Estádio das Laranjeiras de thuishaven van de club. Tegenwoordig is het laatstgenoemde stadion het trainingscomplex van de club. De club is ook de vijfde grootste leverancier voor het nationale elftal. De club won in november 2023 de CONMEBOL Libertadores, waardoor het zich tevens plaatste voor de FIFA Club World Cup en CONMEBOL Recopa.

## Geschiedenis

### Oorsprong

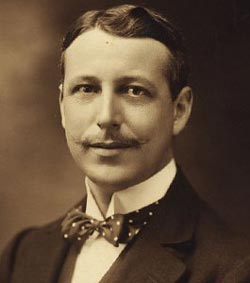
Oprichter Oscar Cox.

De club werd op 21 juli 1902 opgericht door Oscar Cox, een Braziliaan van Engelse afkomst. Hij speelde voetbal in Zwitserland, tijdens zijn studie aan het College La Ville in Lausanne. Toen hij op 22-jarige leeftijd terugkeerde naar Rio, verzamelde hij een groep mensen die deze onbekende sport wilden spelen. Na enkele wedstrijden besloten ze een club op te richten. Dat geschiedde in 1902 bij Horácio da Costa Santos thuis, in Rua Marques de Abrantes. Er waren twintig mensen aanwezig bij de oprichting en Oscar Cox werd de eerste voorzitter. De thuishaven van de club lag in de toen aristocratische wijk Rio de Janeiro.

### Beginjaren

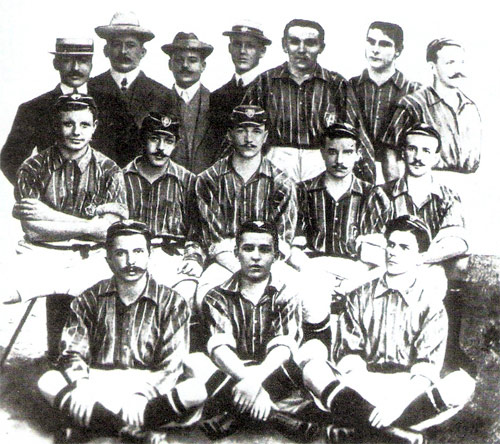
Elftal dat het Campeonato Carioca 1906 won.

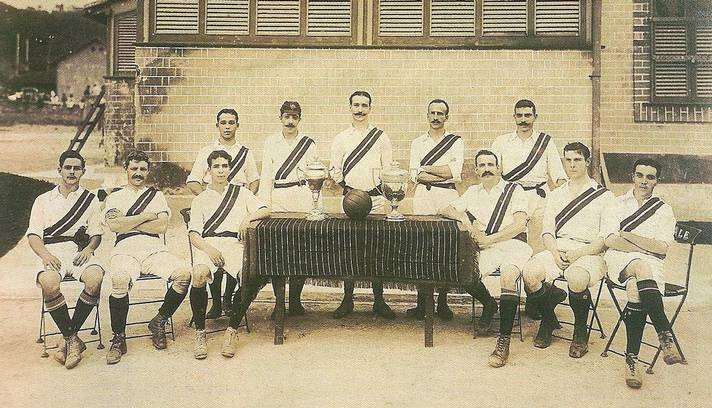
Elftal in 1908, poserend met de gewonnen trofeeën.

De eerste wedstrijd werd gespeeld op 19 oktober, op het veld van Paysandú Cricket Club, tegen Rio Football Club. Fluminense won met 8-0 (eerste goal: Horácio da Costa Santos). Het team won ook het eerste kampioenschap waar ze aan meededen: in 1906 won Fluminense het Campeonato Carioca, het kampioenschap, van de toen nog Braziliaanse hoofdstad Rio de Janeiro. Fluminense won negen van de tien wedstrijden en scoorde 52 keer en kreeg slechts zes doelpunten tegen. In 1907 eindigden Fluminense en Botafogo eerste. In de regels van de competitie was niet opgenomen dat er een beslissende wedstrijd gespeeld moest worden waarop Fluminense, dat een beter doelsaldo had en beter presteerde in de onderlinge confrontaties, zichzelf tot kampioen uitriep. Botafogo heeft zich hier nooit bij neergelegd en pas in 1996 oordeelde de rechtbank dat er dat jaar twee kampioenen waren. Fluminense bleef de volgende jaren de titel opeisen totdat Botafogo de hegemonie doorbrak in 1910.
Echter een jaar later werd de club opnieuw kampioen en won zelfs alle competitiewedstrijden. Datzelfde jaar ontstond er onenigheid tussen de spelers waardoor enkelen zich van de club losmaakten. Een van hen was roeier bij de roeiclub CR Flamengo en er werd besloten om zich hierbij aan te sluiten en een voetbalafdeling op te richten bij Flamengo. Sindsdien heerst er een grote rivaliteit tussen de clubs, de onderlinge wedstrijden behoren tot de grootste klassiekers van het Braziliaanse voetbal en staat bekend onder de naam Fla-Flu. De afscheiding luidde ook een mindere periode in voor Fluminense, met enkele jaren op rij een plaats in de middenmoot.

### Periode tot 1960

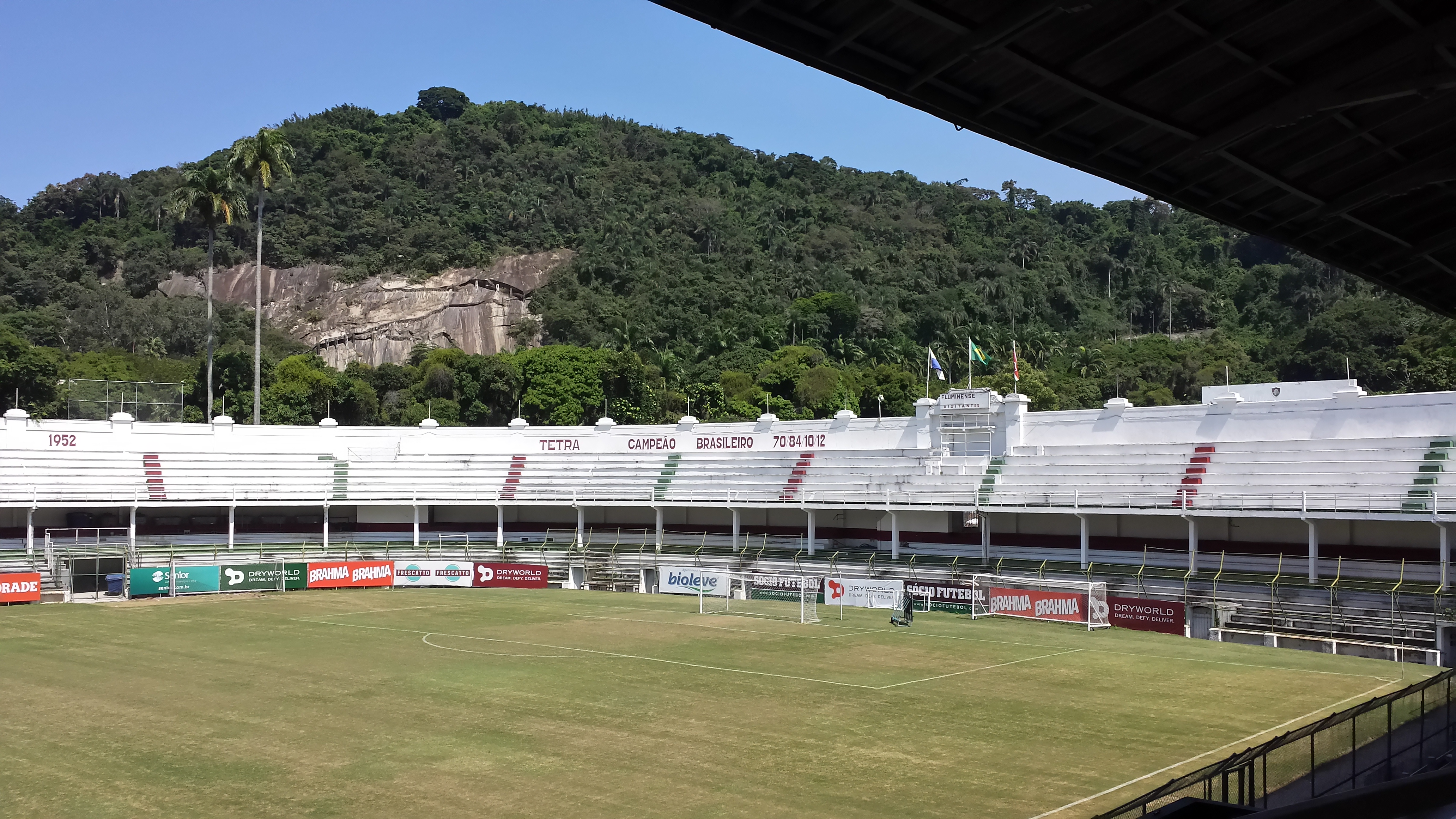
Laranjeiras stadion, de eerste thuishaven van het nationale elftal.

In 1914 speelde het Braziliaanse elftal haar eerste interland tegen Exeter City in het Estádio das Laranjeiras van Fluminense. In 1919 won Brazilië in datzelfde stadion ook zijn eerste internationale trofee.
In 1917 won de club na zes jaar opnieuw de titel, de eerste in een rij van drie. Echter, in 1921 eindigde de club voor het eerst op de laatste plaats. Er moest zelfs een play-off gespeeld worden voor het behoud tegen de kampioen van de tweede klasse, Villa Isabel, die met 3-1 gewonnen werd.

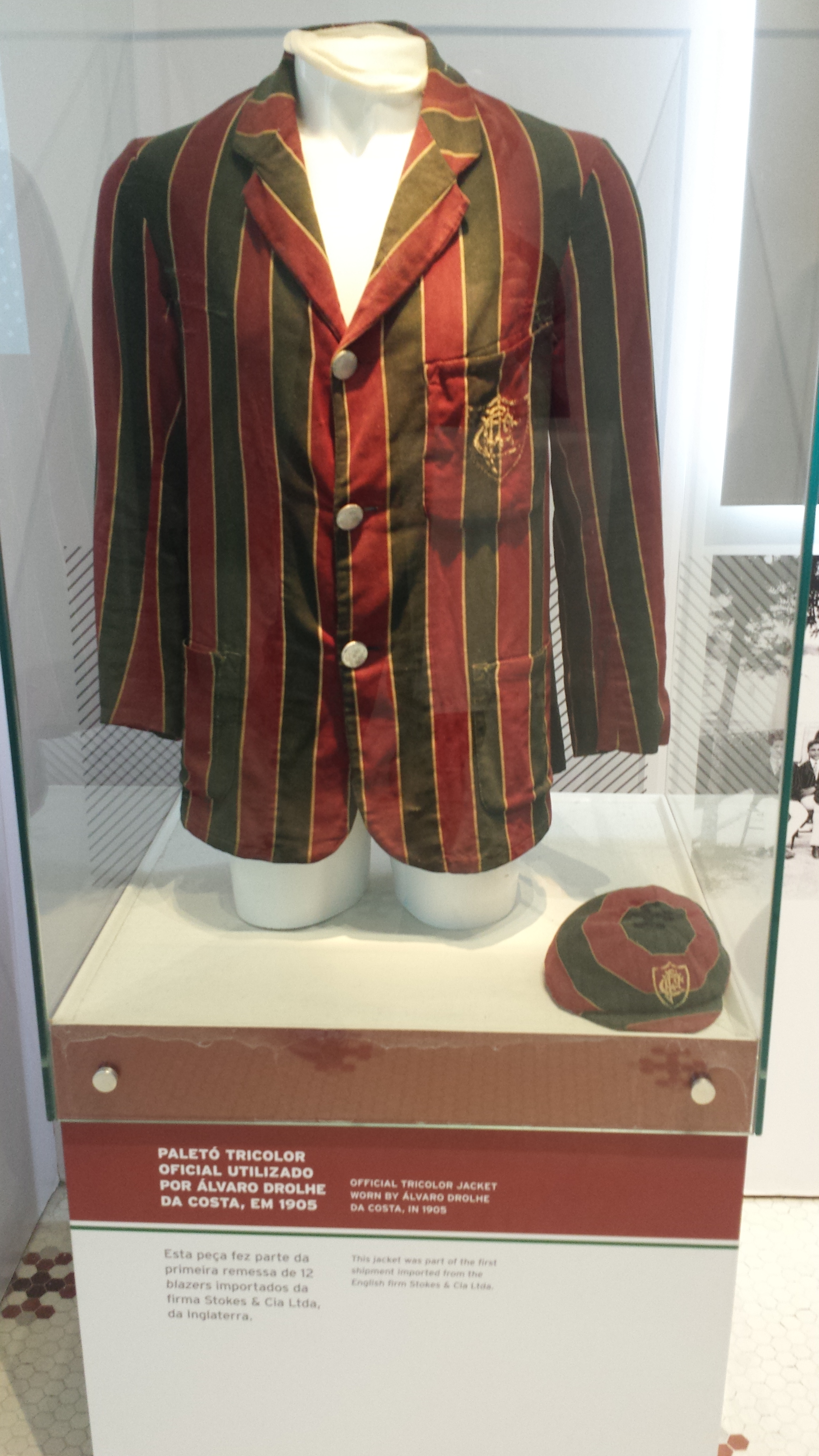
Uniform in 1905.

In 1924 vond er een schisma plaats in het voetbal in Rio de Janeiro. De aristocratische topclubs Fluminense, Botafogo, Flamengo en America verlieten de competitie van de LDMT-bond omdat ze geen Afro-Braziliaanse spelers wilden opstellen. De enige club van betekenis die overbleef in de originele liga was CR Vasco da Gama, dat echter nog maar een jaar in de hoogste klasse speelde. Fluminense werd de kampioen van de nieuwe competitie van de voetbalbond AMEA. Na één jaar werden de racistische bepalingen overboord gegooid en voegde Vasco da Gama zich ook bij de competitie van de AMEA, die vanaf dan de enige rechtsgeldige competitie was. Fluminense werd met één punt achterstand op Flamengo tweede. Echter duurde het tot de jaren vijftig vooraleer de club Afro-Brazilianen opstelde. De club werd ook een grote voorstand van de invoering van het profvoetbal. In deze tijd was Preguinho een van de bekende voetballers van de club.

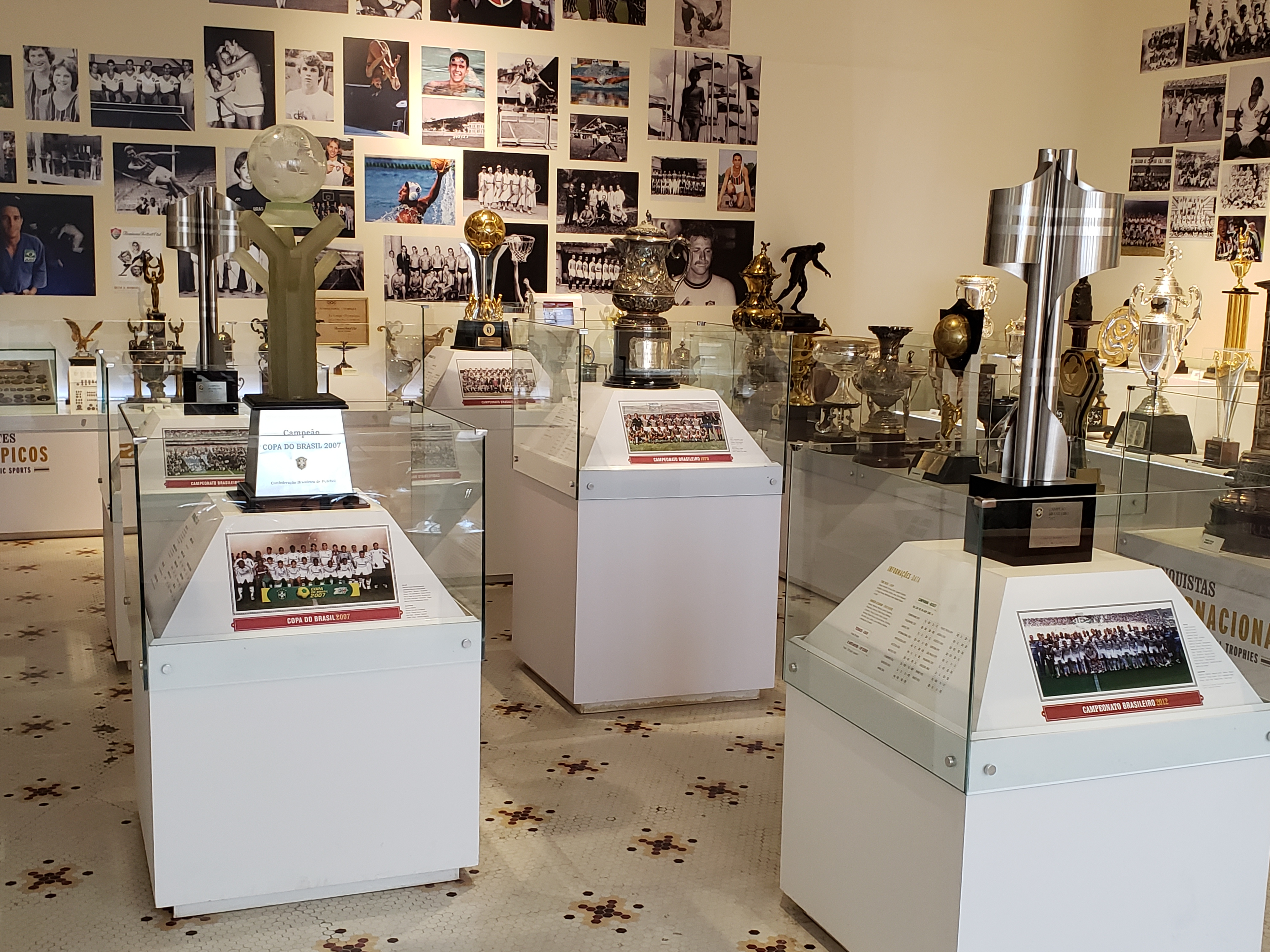
Copa do Brasil 2007 en vier Braziliaanse titels.

Het duurde tot 1936 vooraleer er een nieuwe titel volgde. Fluminense behaalde vijf titels op zes seizoenen en werd de onbetwiste leider in het winnen van staatskampioenschappen, een titel die het tot 2009 behield, toen Flamengo de club voorbij stak. In 1951 werd de club voor de zestiende keer staatskampioen. Deze titel gaf recht op deelname aan de Copa Rio 1952, een officieus wereldkampioenschap voor clubs dat mede door Fluminense georganiseerd werd. De club zat in een poule met Peñarol, Grasshopper Zürich en Sporting Lissabon en werd groepswinnaar. In de halve finale versloegen ze Austria Wien en in de finale kwamen ze uit tegen landgenoot Corinthians, waarvan ze ook wonnen.
Er was nog steeds geen eenvormige competitie in Brazilië zoals in andere landen, clubs speelden voornamelijk de staatscompetitie. Tussen de clubs van Rio de Janeiro en São Paulo werd wel het Torneio Rio-São Paulo opgericht, dat gedomineerd werd door de clubs uit São Paulo. Fluminense kon de competitie winnen in 1957 en 1960.

### Campeonato Brasileiro
Vanaf 1959 kwam er een grote competitie in Brazilië, de Taça Brasil. Fluminense nam deel in 1960 en 1966 en werd respectievelijk derde en vierde. Vanaf 1967 werd het Torneio Roberto Gomes Pedrosa georganiseerd. Na drie plaatsen in de middenmoot werd de club in 1970 voor het eerst landskampioen. De club mocht nu deelnemen aan de Copa Libertadores 1971, waar ze in de eerste groepsfase uitgeschakeld werden. In 1971 ging de Série A van start, de competitie die nu nog steeds gespeeld wordt. Het duurde enkele jaren vooraleer de club resultaat boekte, in 1975 en 1976 eindigde de club in de top vier. Een tweede landstitel kwam er echter pas in 1984. Ook bij de tweede deelname aan de Copa Libertadores strandde de club in de eerste ronde. Een volgende vierde plaats kwam er in 1991. Een jaar later bereikte de club de finale van de Copa do Brasil en verloor die van Internacional. De club nam deel aan de Copa Conmebol 1992, maar verloor daar in de eerste ronde van Atlético Mineiro. Deze club schakelde Fluminense een jaar later opnieuw uit in deze competitie. Na een vierde plaats in 1995 werd de club een jaar later voorlaatste, wat degradatie betekende. Echter, de bond besloot om de club van degradatie te sparen en de competitie uit te breiden tot 26 clubs. Toch was dit uitstel van executie, de club eindigde het jaar erna 25ste en degradeerde zo voor het eerst uit de Série A.

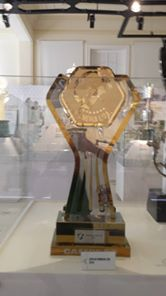
Primeira Liga 2016

Alsof de catastrofe nog niet erg genoeg was, eindigde het volgende seizoen in de Série B in een complete ramp, er volgde een tweede degradatie op rij. Het volgende seizoen werd de club kampioen. Door problemen met de club SE Gama, dat een degradatie uit de Série A niet accepteerde werd in 2000 een compleet andere competitie gespeeld, de Copa João Havelange, waaraan de clubs van de Série A tot C deelnamen verspreid over verschillende groepen. Als kampioen van de Série C werd de club toegelaten tot de blauwe groep met de topclubs en eindigde in de eerste groepsfase als derde, de club was herrezen. In de knock-outfase werd de club meteen uitgeschakeld door São Caetano, maar door de goede prestatie mocht de club het jaar erna wel weer opnieuw van start in de Série A. De club eindigde nu derde, de beste notering sinds de titel in 1984.

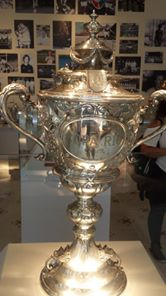
Copa Rio 1952

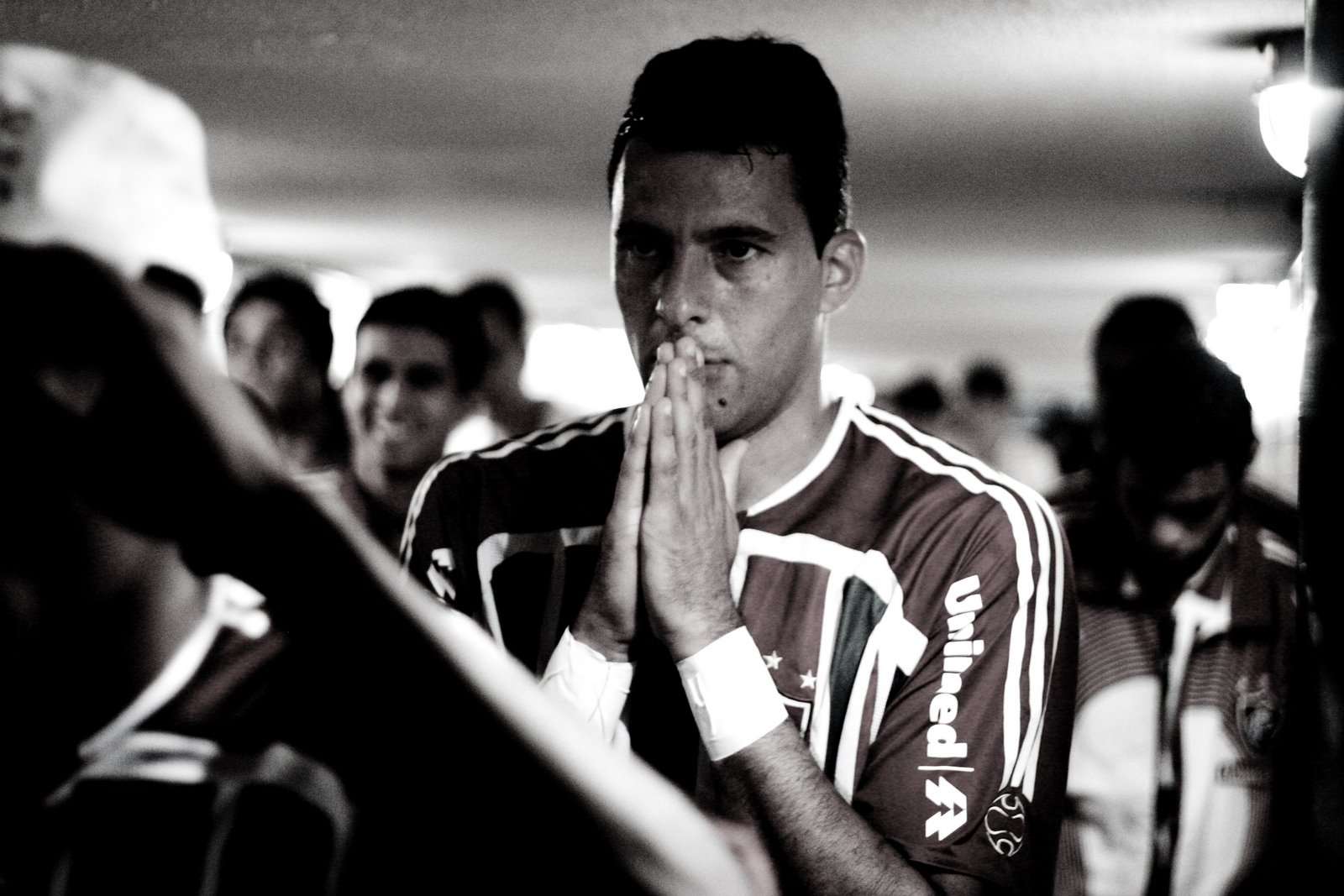
Flu in de finale van de Copa Libertadores 2008

Ook de volgende jaren ging het doorgaans goed. In 2005 bereikte de club de finale van de Copa do Brasil en verloor deze van Paulista. Twee jaar later won de club de Copa wel, in de finale tegen Figueirense en eindigde in de Série dat jaar vierde. De club mocht deelnemen aan de Copa libertadores 2008. In de groepsfase eindigde de club eerste en plaatste zich zo voor de 1/16de finale tegen het Colombiaanse Atlético Nacional. Nadat de club de maat nam van deze club versloegen ze in de volgende rondes ook de landgenoten São Paulo en Cruzeiro. In de finale trof de club LDU Quito en verloor de heenwedstrijd met 4-2. De terugwedstrijd werd met 3-1 gewonnen waardoor het op strafschoppen aankwam die in het voordeel van Quito uitdraaiden. Een jaar later nam de club deel aan de Copa Sudamericana 2009 en versloeg daarna in de eerste ronde aartsrivaal Flamengo, daarna volgden nog Alianza Atlético, Universidad de Chile en Cerro Porteño en plaatste zich opnieuw voor een internationale finale, echter stond in de finale opnieuw LDU Quito voor de club. In de heenwedstrijd werd het al 5-1 voor Quito. In de terugwedstrijd kwam Fluminense erg dichtbij, maar bleef op 3-0 steken. De internationale successen hadden zich de afgelopen jaren wel niet weerspiegeld in de competitie, maar in 2010 kon de club eindelijk na 26 jaar nog eens een landstitel vieren. Het jaar erna eindigde de club derde en bereikte de 1/16de finales van de Copa Libertadores 2011, die ze verloren van Libertad.
In 2012 werd opnieuw de landstitel bereikt en datzelfde seizoen bereikte de club de kwartfinale van de Libertadores, waarin ze uitgeschakeld werden door Boca Juniors. Een jaar later werd opnieuw de kwartfinale bereikte, nu verloor de club van het Paraguyaanse Olimpo. Amper een jaar na de titel had de club kunnen degraderen, maar werd van de degradatie gespaard omdat Portuguesa een niet-speelgerechtigde speler opstelde en hiervoor vier strafpunten kreeg.
In november 2023 speelde Fluminense opnieuw de finale van de Copa Libertadores, waarin de titel dit keer wel werd gewonnen; Boca Juniors werd met 2-1 verslagen.

### Campeonato Carioca
Hoewel er overkoepelende competities kwamen bleef het staatskampioenschap ook bestaan, dit bleef populair in vele staten en wordt in het begin van het jaar gespeeld, voorafgaand aan de grote competities. In de jaren zestig eindigde de club op seizoen 1968 na steevast in de top vier. Vanaf 1969 diende zich een gouden periode aan met vijf titels en twee vicetitels tot 1976. Daarna werd de club nog kampioen in 1980 en van 1983 tot 1985 drie keer op rij. De club telde op dat moment zes titels meer als eerste achtervolger aartsrivaal Flamengo. De volgende twintig jaar eindigde de club nooit buiten de top vier, maar kon slechts drie keer de titel winnen, in 1995, 2002 en 2005. In 2006 en 2007 eindigde de club slechts achtste. In 2009 stak Flamengo de club voorbij wat betreft het aantal titels nadat ze voor de derde keer op rij kampioen werden. In 2011 werd Fluminense nog eens tweede en een jaar later won de club de 31ste titel.

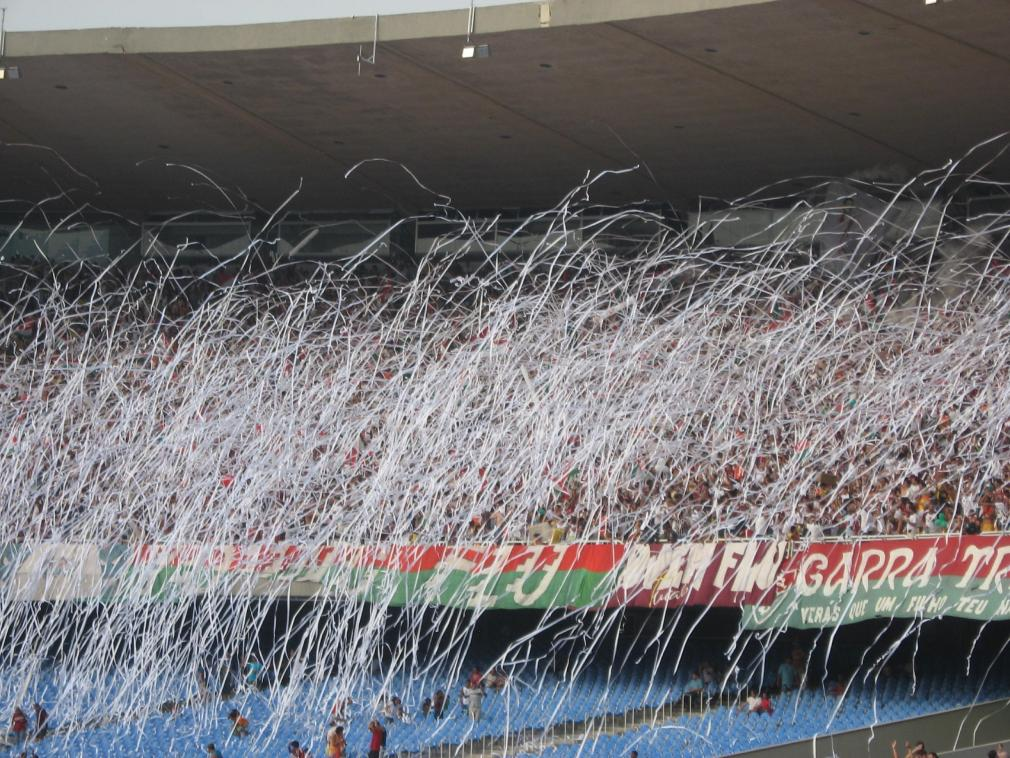
Fluminense Fans in Maracanã

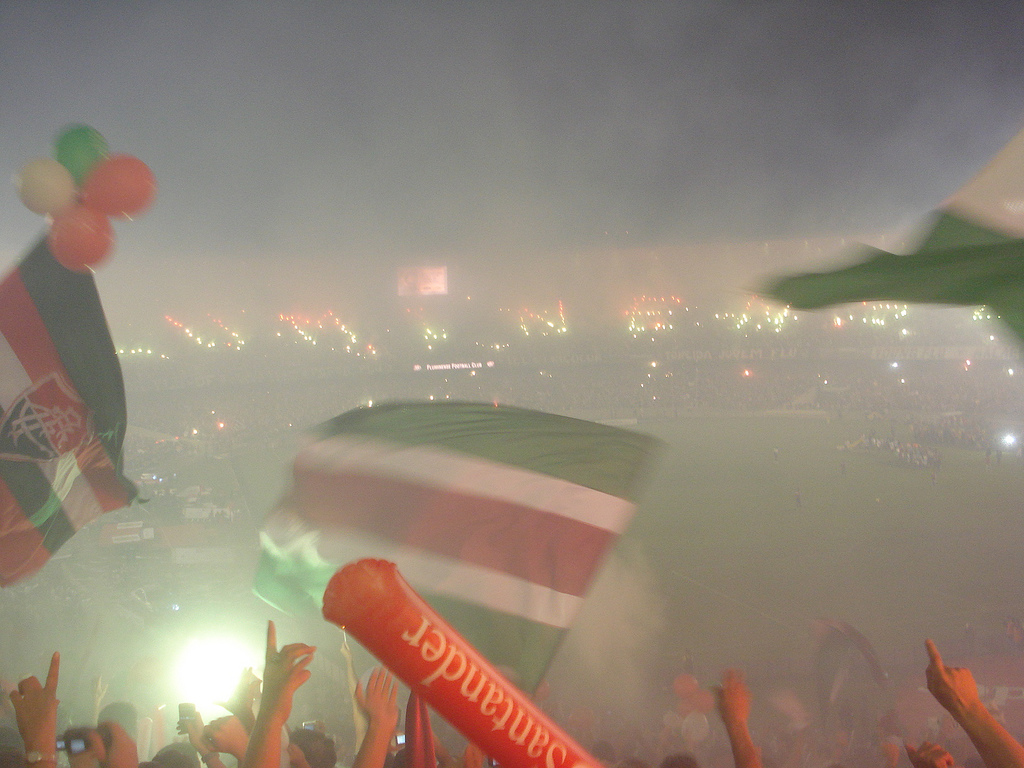
Torcida Tricolor: Copa Libertadores 2008

## Fans
Fans worden tricolores (driekleurigen) genoemd, naar de clubkleuren rood - wit - groen.
Een bekende clubyel is "A Bênção, João de Deus" ("Zegen ons, Johan van God"), oorspronkelijk een lied gecomponeerd ter ere van Paus Johannes Paulus II toen hij in 1980 Brazilië bezocht.

## Erelijst
Nationaal
- Campeonato Brasileiro Série A: 1970, 1984, 2010, 2012
- Copa do Brasil: 2007
- Campeonato Brasileiro Série C: 1999
- Primeira Liga do Brasil: 2016
- Torneio Rio-São Paulo: 1957, 1960
- Taça Ioduran: 1919
- Campeonato Carioca: 1906, 1907, 1908, 1909, 1911, 1917, 1918, 1919, 1924, 1936, 1937, 1938, 1940, 1941, 1946, 1951, 1959, 1964, 1969, 1971, 1973, 1975, 1976, 1980, 1983, 1984, 1985, 1995, 2002, 2005, 2012, 2022, 2023
- Copa Rio: 1998
- Taça Guanabara: 1966, 1969, 1971, 1975, 1983, 1985, 1991, 1993, 2012, 2017, 2022, 2023
- Taça Rio: 1990, 2005, 2018, 2020

Continentaal
- CONMEBOL Libertadores: 2023
- CONMEBOL Recopa: 2024

Mondiaal
- Copa Rio: 1952

## Bekende spelers
- Ademir
- Assis
- Batatais
- Branco
- Carlos Alberto Torres
- Carlos José Castilho
- Deco
- Didi
- Fred
- Gérson
- Machado
- Marcelo
- Marcos Carneiro de Mendonça
- Rivelino
- Orlando
- Renato Gaúcho
- Rodrigues
- Romário
- Romerito
- Ronaldinho
- Telê Santana
- Somália
- Tim
- Thiago Silva
- Waldo
- Washington
- Wilton
- Zezé

## Grootste toeschouwersaantallen
| tegenstander | datum            | uitslag | aantal toeschouwers |
| ------------ | ---------------- | ------- | ------------------- |
| Flamengo     | 15 december 1963 | 0-0     | 194.603             |
| Flamengo     | 15 juni 1969     | 3-2     | 171.599             |
| Flamengo     | 16 mei 1976      | 0-0     | 155.116             |
| Flamengo     | 16 december 1984 | 1-0     | 153.520             |
| Corinthians  | 5 december 1976  | 1-1     | 146.043             |
| Botafogo     | 27 juni 1971     | 1-0     | 142.339             |
| América      | 9 juni 1968      | 2-0     | 141.689             |